# 28-й армейский корпус (вермахт)
28-й армейский корпус (нем. XXVIII. Armeekorps), сформирован 20 мая 1940 года.

## Боевой путь корпуса
С июля 1940 по апрель 1941 — дислоцировался на побережье Ла-Манша.
С 22 июня 1941 года — участие в Великой Отечественной войне, в составе группы армий «Север». Бои в Литве, Латвии, под Ленинградом.
В 1942—1943 годах — бои под Ленинградом, в районе Волхова.
В 1944 — бои в районе Пскова. Затем отступление в Литву (в район Мемеля).
В 1945 году — бои в Восточной Пруссии.

## Состав корпуса
7 июля 1941:
- XXVIII армейский корпус:
  - 428-й (моторизованный) батальон снабжения
    - 428-я (моторизованная) лёгкая колонна снабжения
    - 428-я (моторизованная) колонна тяжелого топлива
    - 428-й (моторизованный) взвод технического обслуживания

  - 428-й (моторизованный) батальон связи
    - 2 (мот) роты перехвата сигналов
    - 1 (моторизованный) телефонная рота
    - 1 рота радиосвязи

  - 428-й (моторизованный) отряд военной полиции
  - 428-я (моторизованная) полевая почта
  - 24-е артиллерийское командование
  - 135-е артиллерийское командование
  - Штаб 785-го артиллерийского полка
  - 1/818-й артиллерийский полк
    - Штабная секция
      - (моторизованный) взвод связи
      - (моторизованная) топографическая секция

    - 3 (моторизованные) батареи (4 100-мм орудия на каждую)
    - 1 лёгкая (моторизованная) колонна снабжения боеприпасами (20 т)

  - 846-й артиллерийский дивизион
    - Штабная секция
      - (моторизованный) взвод связи
      - (моторизованная) топографическая секция

    - 3 (моторизованные) батареи (4 150-мм гаубицы sFH 18 на каждую)
      - 1 лёгкая (моторизованная) колонна снабжения боеприпасами (48 т)

  - 850-й артиллерийский дивизион
    - Штабная секция
      - (моторизованный) взвод связи
      - (моторизованный) топографическая секция

    - 3 (моторизованные) батареи (4 150-мм гаубицы sFH 18 на каждую)
      - 1 лёгкая (моторизованная) колонна снабжения боеприпасами (48 т)

  - 38-й горный наблюдательный батальон
    - 1 (моторизованный) Штабная батарея
    - 1 (моторизованная) геодезическая батарея
    - 1 (моторизованная) батарея звуковой разведки
    - 1 (моторизованная) батарея вспышек

  - 122-я мостовая колонна Б
  - 123-я мостовая колонна Б
  - 2-я мостовая колонна Б
  - 126-я мостовая колонна Б
  - 44-й мостовая колонна Б
  - 566-й мостостроительный батальон (1 рота)
  - 35-й командующий строительными войсками
    - 78-й (t-mot) строительный батальон
    - 132-й (конный) строительный батальон

  - 4-я батарея/59-й зенитный дивизион
  - 122-я пехотная дивизия:
    - Штабная рота дивизии (2 ручных пулемёта)
      - 1 (моторизованный) картографический взвод

    - 409-й пехотный полк
      - Штабная рота полка
      - 1 взвод связи
      - 1 саперный взвод (3 ручных пулемёта)
      - 1 полковой оркестр
      - 1 велосипедный разведывательный взвод
      - 3 батальона
        - 3 пехотные роты (12 ручных пулемёта, 3 50-миномёта)
        - 1 пулемётная рота (12 пулемётов, 6 80-мм миномётов)
        - 1 пулемётная рота поддержки пехоты (2 150 мм пехотных орудий & 6 75-мм ПТ-орудий)
        - 1 (моторизованная) противотанковая батарея (2 50-мм ПАК 50, 9 37-мм Pak 36 и 4 пулемёта)

    - 410-й пехотный полк: такой же, как 409-й пехотный полк
    - 411-й пехотный полк: такой же, как 409-й пехотный полк
    - 122-й разведывательный батальон
      - 1 (t-mot) штабной взвод связи
      - 1 конный эскадрон (9 ручных пулемётов и 2 станковых пулемёта)
      - 1 велосипедный эскадрон (3 50-мм миномёта, 2 станковых пулемёта, & 9 ручных пулемётов)
      - 1 (моторизованный) разведывательный эскадрон
      - 1 противотанковый взвод (1 ручной пулемёт и 3 37-мм Pak 36)
      - 1 взвод пионеров (3 ручных пулемёта)
      - 1 взвод орудий поддержки пехоты (2 75-мм ПТ-орудия)

    - 122-й противотанковый дивизион
      - 1 (моторизованный) взвод связи
      - 3 (моторизованные) противотанковые батареи (2 50-мм Pak 50, 9 37-мм Pak 36 и 4 ручных пулемёта)

    - 122-й артиллерийский полк
      - Штаб полка
      - Метеорологический отдел
      - 1-3-й батальоны, каждый в составе:
        - 1 штабная рота
        - Топографическая секция
        - 3 батареи (4 105-мм пулемёта и 2 ручных пулемёта)

      - 4-й батальон
        - 1 штабная рота
        - 3 батареи (4 150-мм орудия sFH и 2 ручных пулемёта)

    - 122-й батальон связи
      - 1 (t-mot) телефонная рота
      - 1 (моторизованный) радиорота
      - 1 (моторизованный) колонна снабжения световых сигналов

    - 122-й пионерный батальон
      - 2 пионерские роты (9 ручных пулемётов)
      - 1 (моторизованный) пионерская рота (9 ручных пулемётов)
      - 1 лёгкая (моторизованная) колонна инженерного снабжения
      - 1 (моторизованная) мостовая колонна Б (исключена к концу года)

    - 122-й батальон полевого пополнения (3 стрелковые роты)
    - 122-й отряд снабжения
      - 1-3/122-я лёгкие (моторизованное) колонны снабжения
      - 4-6/122-я конная колонна снабжения
      - 7-9/122-я лёгкая конная колонна снабжения (добавлено до конца года)
      - 10/122-я лёгкая (моторизованная) колонна снабжения горючим
      - 122-я рота технического обслуживания (моторизованная)
      - 122-я лёгкая рота снабжения

    - 122-я (моторизованная) пекарня
    - 122-я (моторизованная) мясная секция
    - 122-я (моторизованная) квартирмейстерская секция
    - 1/122-я (моторизованная) медицинская рота
    - 2/122-я (конная) медицинская рота
    - 122-й (моторизованный) полевой госпиталь
    - 1/,2/122-я санитарные колонны
    - 122-я ветеринарная рота
    - 122-й (моторизованный) взвод военной полиции
    - 122-я (моторизованная) полевая почта

  - 123-я пехотная дивизия:
    - Штабная рота 123-й дивизии (2 пулемёта)
      - 123-й (моторизованный) взвод картографии

    - 409-й пехотный полк
      - 1 взвод связи
      - 1 саперный взвод (3 ручных пулемёта)
      - 1 полковой оркестр
      - 1 конный взвод
      - 3 батальона
        - 3 пехотные роты (12 ручных пулемёта, 3 50-миномёта)
        - 1 пулемётная рота (12 пулемётов, 6 80-мм миномётов)
        - 1 пулемётная рота поддержки пехоты (2 150 мм & 6 75-мм ПТ-орудий)
        - 1 (моторизованная) противотанковая батарея (2 50-мм ПАК 50, 9 37-мм Pak 36 и 4 пулемёта)

    - 416-й пехотный полк: то же, что и 415-й пехотный полк
    - 418-й пехотный полк: то же, что и 415-й пехотный полк
    - 123-й разведывательный батальон
      - 1 (t-mot) взвод связи
      - 1 конный эскадрон (9 ручных пулемётов и 2 станковых пулемёта)
      - 1 велосипедный эскадрон (3 50-мм миномёта, 2 станковых пулемёта, & 9 ручных пулемётов)
      - 1 (моторизованный) разведывательный эскадрон
      - 1 противотанковый взвод (1 ручной пулемёт и 3 37-мм Pak 36)
      - 1 взвод пионеров (3 ручных пулемёта)
      - 1 взвод орудий поддержки пехоты (2 75-мм ПТ-орудия)

    - 123-й противотанковый дивизион
      - 1 (моторизованный) взвод связи
      - 3 (моторизованные) противотанковые батареи (2 50-мм PAK 50, 9 37-мм Pak 36 и 4 ручных пулемёта)

    - 123-й артиллерийский полк
      - Штаб полка
      - Полковой оркестр
      - Метеорологический отдел
      - 1-3-й батальоны, каждый в составе:
        - 1 штабная рота
        - Топографическая секция
        - 3 батареи (4 105-мм пулемёта и 2 ручных пулемёта)

      - 4-й батальон
        - 1 штабная рота
        - 3 батареи (4 150-мм орудия sFH и 2 ручных пулемёта)

    - 123-й батальон связи
      - 1 (t-mot) телефонная рота
      - 1 (моторизованный) радиорота
      - 1 (моторизованный) колонна снабжения световых сигналов

    - 123-й пионерный батальон
      - 2 пионерские роты (9 ручных пулемётов)
      - 1 (моторизованный) пионерская рота (9 ручных пулемётов)
      - 1 лёгкая (моторизованная) колонна инженерного снабжения
      - 1 (моторизованная) мостовая колонна "Б" (исключена к концу года)

    - 123-й батальон полевого пополнения (3 стрелковые роты)
    - 123-й отряд снабжения
      - 1-3/123-я лёгкие (моторизованное) колонны снабжения
      - 4-6/123-я конная колонна снабжения
      - 7-9/123-я лёгкие конные колонны снабжения (добавлены до конца года)
      - 10/123-я лёгкая (моторизованная) колонна снабжения горючим
      - 123-я рота технического обслуживания (моторизованная)
      - 123-я лёгкая рота снабжения

    - 123-я (моторизованная) пекарня
    - 123-я (моторизованная) мясная секция
    - 123-я (моторизованная) секция квартирмейстера
    - 1/123-я (моторизованная) медицинская рота
    - 2/123-я (конная) медицинская рота
    - 123-й (моторизованный) полевой госпиталь
    - 1/,2/123-я санитарные колонны
    - 123-я ветеринарная рота
    - 123-й (моторизованный) взвод военной полиции
    - 123-я (моторизованная) полевая почта[1]

В августе 1941:
- 96-я пехотная дивизия
- 121-я пехотная дивизия
- 122-я пехотная дивизия

В октябре 1942:
- 1-я пехотная дивизия
- 61-я пехотная дивизия
- 254-я пехотная дивизия
- 291-я пехотная дивизия

В сентябре 1944:
- 21-я пехотная дивизия
- 30-я пехотная дивизия
- 31-я пехотная дивизия
- 61-я пехотная дивизия
- 12-я полевая дивизия

## Командующие корпусом
- С 25 ноября 1940 — генерал пехоты Мориц фон Викторин
- С 27 октября 1941 — генерал артиллерии Герберт Лох
- С 20 мая 1944 — генерал пехоты Ханс Гольник